# Scaloposaurus
Scaloposaurus è un genere estinto di terapsidi, appartenente ai terocefali. Visse tra il Permiano superiore e il Triassico inferiore (circa 253 - 250 milioni di anni fa) e i suoi resti fossili sono stati ritrovati in Sudafrica.

## Descrizione
Questo animale era di piccole dimensioni, e la taglia complessiva non doveva superare quella di una martora. Scaloposaurus era dotato di una testa bassa e larga, terminante in un lungo muso appuntito e dotata di due fosse temporali corte. L'apofisi laterale del postorbitale non raggiungeva l'arcata zigomatica. Le ossa parietali erano grandi, mentre l'occipite era poco elevato. Il basisfenoide era allargato posteriormente, e il paroccipitale presentava un processo d'inserzione muscolare lungo il suo margine posteriore. La regione otica del cranio di Scaloposaurus ricordava quella dei mammiferi, mentre il palato era provvisto di una grande finestra interpterigoidea e di due finestre suborbitali. Non era ancora presente un palato secondario propriamente detto, ma le due ossa mascellari venivano in contatto sul vomere. L'osso dentale possedeva un margine superiore concavo.

## Classificazione
Scaloposaurus è un rappresentante derivato dei terocefali, all'interno del gruppo dei bauriamorfi; analisi filogenetiche indicano che Scaloposaurus fosse alla base di un clade comprendente i veri Bauriidae e altre forme come Ericiolacerta, Silphedosuchus e Nothogomphodon (Huttenlocker, 2014).
Il genere Scaloposaurus venne istituito da Richard Owen nel 1876, sulla base di resti fossili ritrovati in Sudafrica in terreni del Triassico inferiore (Induano); la specie tipo è Scaloposaurus constrictus, alla quale sono stati attribuiti anche fossili ritrovati in terreni di fine Permiano. Se così fosse, S. constrictus sarebbe uno dei pochi tetrapodi fossili conosciuti a passare indenne la grande estinzione di massa del Permiano superiore. Un'altra specie, S. hoffmanni, è stata rinvenuta in terreni leggermente più recenti (Induano/Olenekiano).